# Площадь на горе Герцля
Площадь на горе Герцля — церемониальная площадь на горе Герцля в Иерусалиме. Площадь ежегодно используется для церемонии открытия торжеств на День независимости Израиля. В северной части площади находится могила Теодора Герцля, основателя современного политического сионизма. Площадь находится на самом высоком месте горы Герцля, в центре национального кладбища.

## История
В 1948 году, вскоре после основания Государства Израиль, временное правительство страны приняло решение о переносе на её территорию праха Теодора Герцля, основателя современного политического сионизма, похороненного в Вене. Местом для перезахоронения был выбран холм А-Шарфа рядом с иерусалимским районом Байт-ва-Ган — самая высокая вершина в еврейской части Иерусалима, для которой не подлежала сомнению её принадлежность евреям. Подобный шаг был политической декларацией, подчёркивающей включение Западного Иерусалима в качестве столицы в границы суверенного Израиля, вопреки резолюции № 181 Генеральной ассамблеи ООН, предусматривавшей международный статус для этого города. Решение о захоронении на вершине холма было двойным отступлением от еврейской религиозной традиции, согласно которой хоронить евреев предписывалось в границах специально для этого отведённых кладбищ, а горные вершины как правило (за исключением Храмовой горы и Синая) считались местом отправления языческих культов. Однако место было выбрано с таким расчётом, чтобы новую могилу Герцля было символически видно из любого места в Израиле и сам он мог бы с высоты «обозревать» страну, созданную как воплощение его мечты.
Перезахоронение отца политического сионизма на вершине холма, получившего в его честь новое имя — гора Герцля, — состоялось 17 августа 1949 года. По имеющимся оценкам, в церемонии участвовало до четверти миллиона человек. В последующие недели новая могила Герцля стала местом паломничества и посещения туристами, а также государственных и общественных церемоний (сюда был принесен в дни Хануки «факел героизма», а в 1950 году в День независимости зажжён «костёр независимости»).
Первоначальные планы благоустройства территории вокруг могилы Герцля предусматривали высадку на вершине холма рощи из «кедров Герцля» — деревьев, родственных тому, которое было им посажено во время визита в Палестину в 1898 году. Однако уже в конце 1949 года началась разработка новых планов — как мавзолея над могилой Герцля, так и окружающей его плоской вершины и военного кладбища, запланированного на северном склоне холма. После перезахоронения праха Герцля был объявлен публичный национальный конкурс на лучший дизайн территории. Среди конкурсных работ преобладали художественные реализации сионистской идеологии того периода — «завоевания земли» и «оживления пустыни»; к этой же категории относилась и победившая работа, предложенная иерусалимским архитектором Йосефом Кларвейном.
Проект Кларвейна отличался простотой и ясностью. Согласно его плану предполагалось накрыть могилу Герцля простым бетонным куполом высотой 6 м и диаметром 30 м, опирающимся на 44 колонны (по числу лет Герцля). При могиле планировалась площадь для церемоний и система дорожек и лестниц для доступа к ней. План был принят с поправками, внесёнными судейским жюри.
Первый этап строительных работ начался в конце 1952 года. На этом этапе было осуществлено строительство террас, стены и парка вокруг могилы Герцля. К 50-й годовщине смерти Герцля основные работы по строительству церемониальной площадки были завершены. Позже, в 1958 году, благоустройство горы Герцля было продолжено. В рамках нового этапа работ площадь у могилы Герцля была выложена каменными плитами, что соответствовало первоначальному проекту Кларвейна, предполагавшему «монументальное» мощение ввиду массового использования этого участка для церемоний и парадов. Однако на этом этапе в план Кларвейна были внесены значительные изменения, связанные со строительством музея Герцля в рамках ансамбля (первоначально такое здание в проекте отсутствовало). Доработка проекта была поручена тель-авивскому ландшафтному архитектору Йосефу Сегалу, который перестроил комплекс, проделав проходы в стенах и разбив парки в соответствии со сложившейся схемой посещения горы Герцля высокими гостями. В итоге из всего первоначального проекта Кларвейна были воплощены только сама площадь у могилы Герцля и прилегающие террасы. Купол над могилой Герцля не был возведён, в 1960 году вместо него было установлено простое надгробие из цельной плиты чёрного гранита с фамилией покойного. Рядом с могилой Герцля, на краю площади, построен открытый павильон, служащий для проведения лекций. С южной стороны площади расположен Сад наций, в котором высаживают деревья лидеры государств, посещающие с визитом Израиль.

## Современный статус
На площади на горе Герцля ежегодно проходят государственные мероприятия, посвящённые окончанию Дня памяти и началу торжеств в честь Дня независимости Израиля. Частью церемонии на горе Герцля традиционно (с 1970-х годов) является демонстрация строевой подготовки служащими Армии обороны Израиля. 18 апреля 2012 года во время репетиций церемонии Дня независимости на площади на горе Герцля рухнула часть осветительного комплекса. В результате погибла младший лейтенант медицинской службы Хила Бецалели, а ещё семь военнослужащих получили ранения. Бецалели была похоронена на военном кладбище, также расположенном на горе Герцля.

## Галерея

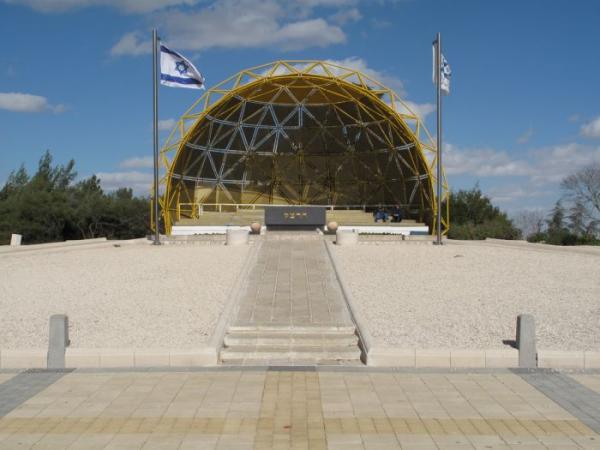
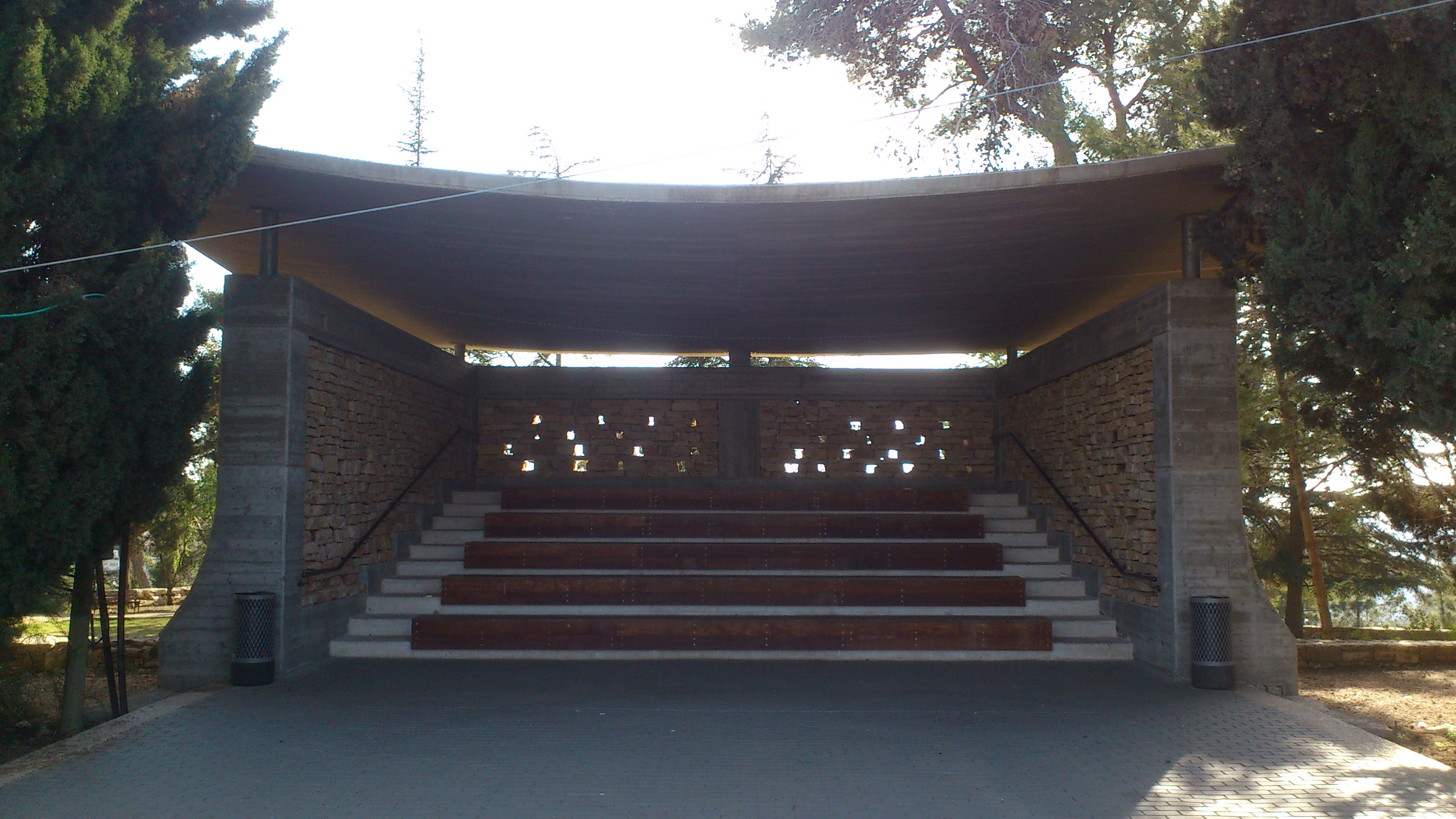
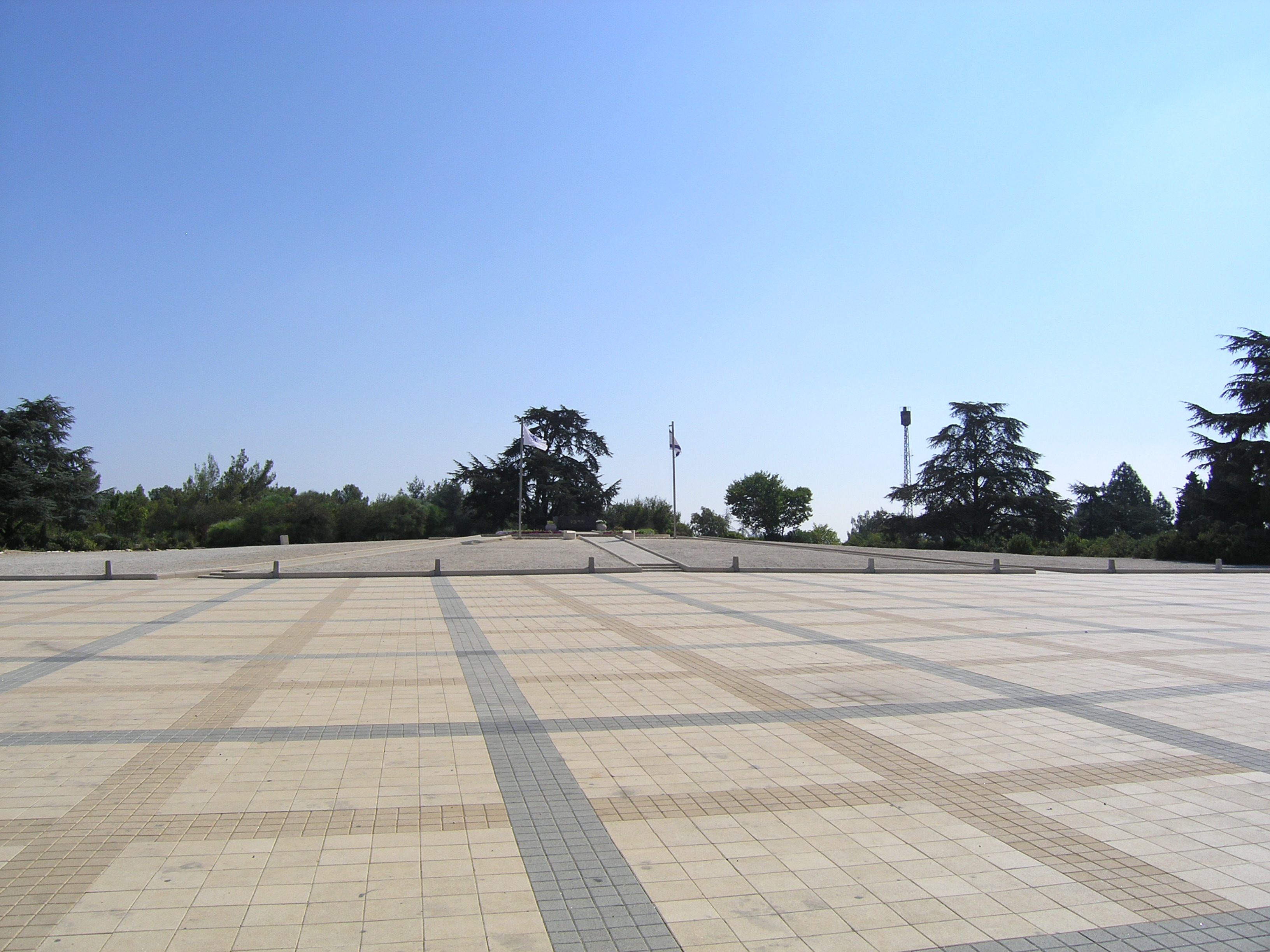
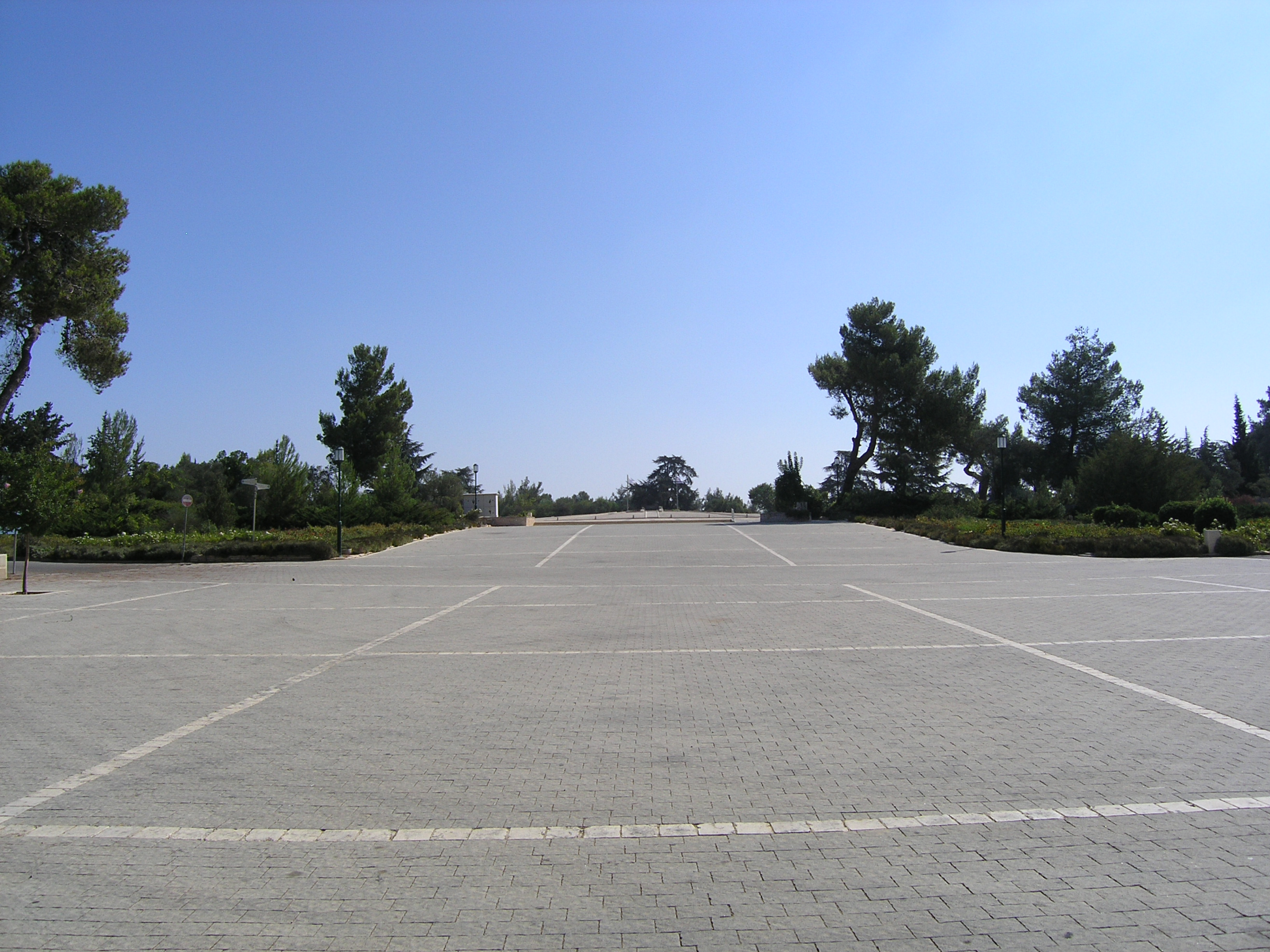
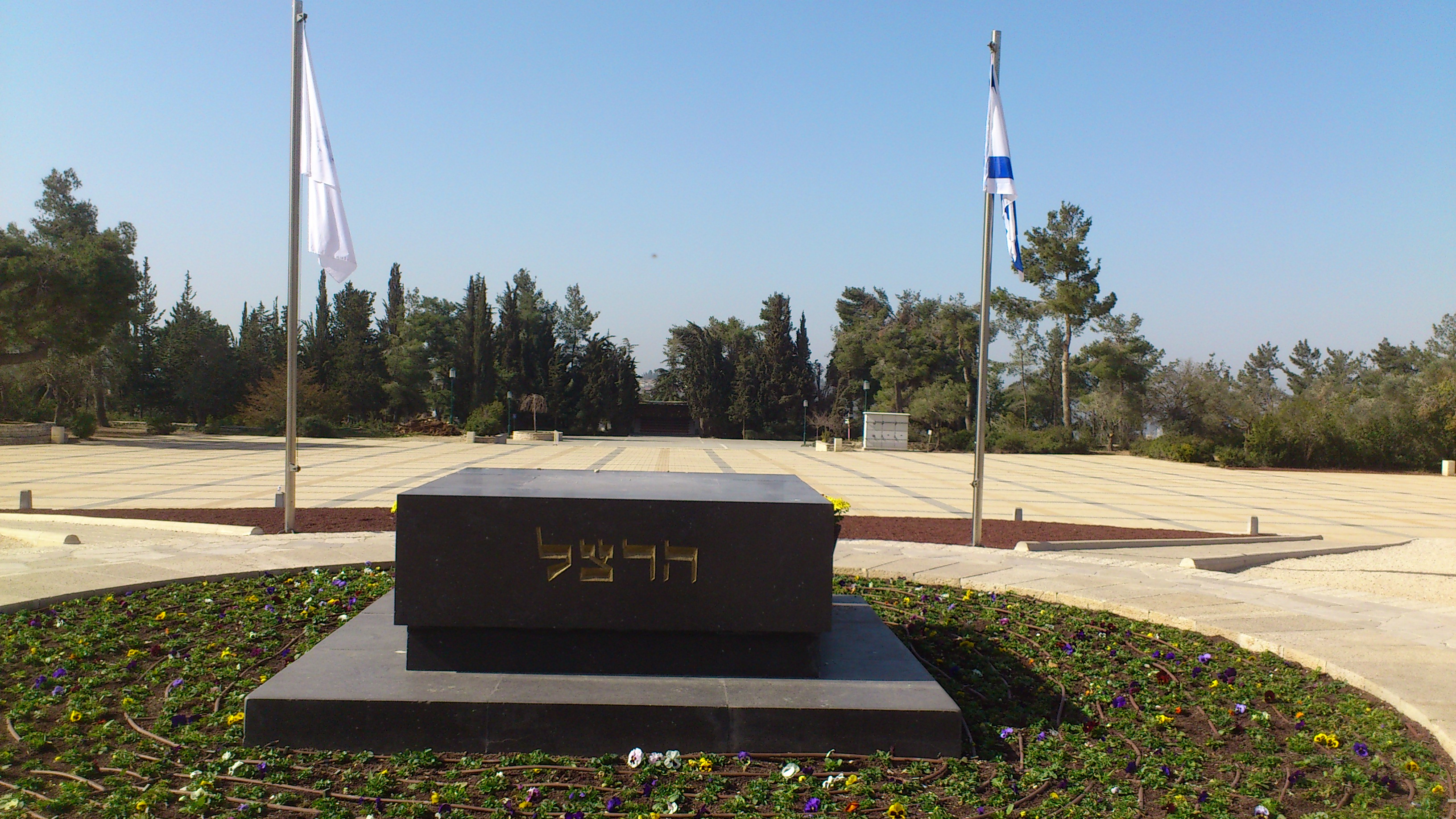